# Рем, Гаспар
Гаспар Рем (нидерл. Gaspar Rem; 1542, Антверпен — 1617, Венеция) — фламандский живописец и торговец картинами, работавший в Италии.

## Биография
Гаспар Рем родился в Антверпене: он сам себя назвал «кусочком Антверпена» (antverpienis) на автопортрете, ныне находящемся в Музее истории искусств в Вене, датированном 1614 годом. Гаспар происходил из купеческого рода Рем в Аугсбурге; известны имена его братьев: Йорис, Юлиус и Тильман Рем.
Его первое обучение нам не известно, также, как и дата его прибытия в Венецию. Можно предположить, что он прибыл в шестидесятые годы шестнадцатого века, если учесть, что Ханс фон Аaхен, приехав в город лагуны около 1574 года, устроился помощником в недавно созданную Ремом живописную мастерскую.
Гаспар Рем был зарегистрирован в Братстве венецианских живописцев (La fraglia dei pittori di Venezia) с 1584 по 1615 год: последние сведения о его жизни дают датировки группы картин, выполненных для Коллегии виноторговцев (Collegio dei Mercanti dei vini), атрибутируемые 1611—1616 годами. После этой даты мы не имеем никаких сведений об этом художнике. Однако его деловые торговые связи и живопись, в некотором отношении схожая с картинами прославленного Тинторетто, хотя и лишённая эффектов светотени и красочности манеры великого венецианца, дают основания для исследования его творчества.
Вероятно, что Гаспар Рем поддерживал отношения с Тинторетто, Веронезе и другими венецианскими живописцами. Так, например, влияние Веронезе прослеживается в картине «Юдифь с головой Олоферна». Пейзажи работы Гаспара Рема близки творчеству Паоло Фьямминго.

## Галерея

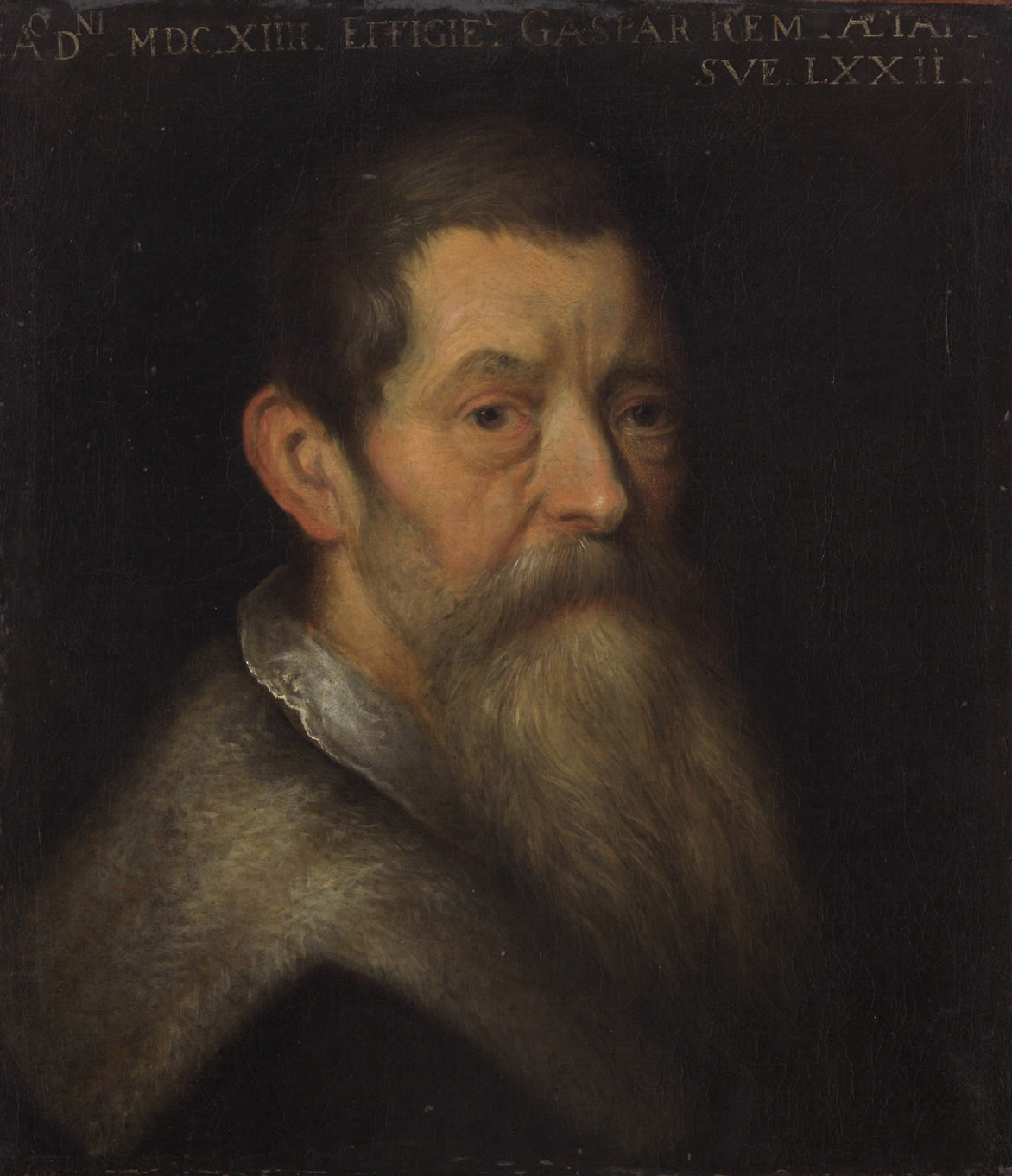
Автопортрет. 1614. Холст, масло. Музей истории искусств, Вена
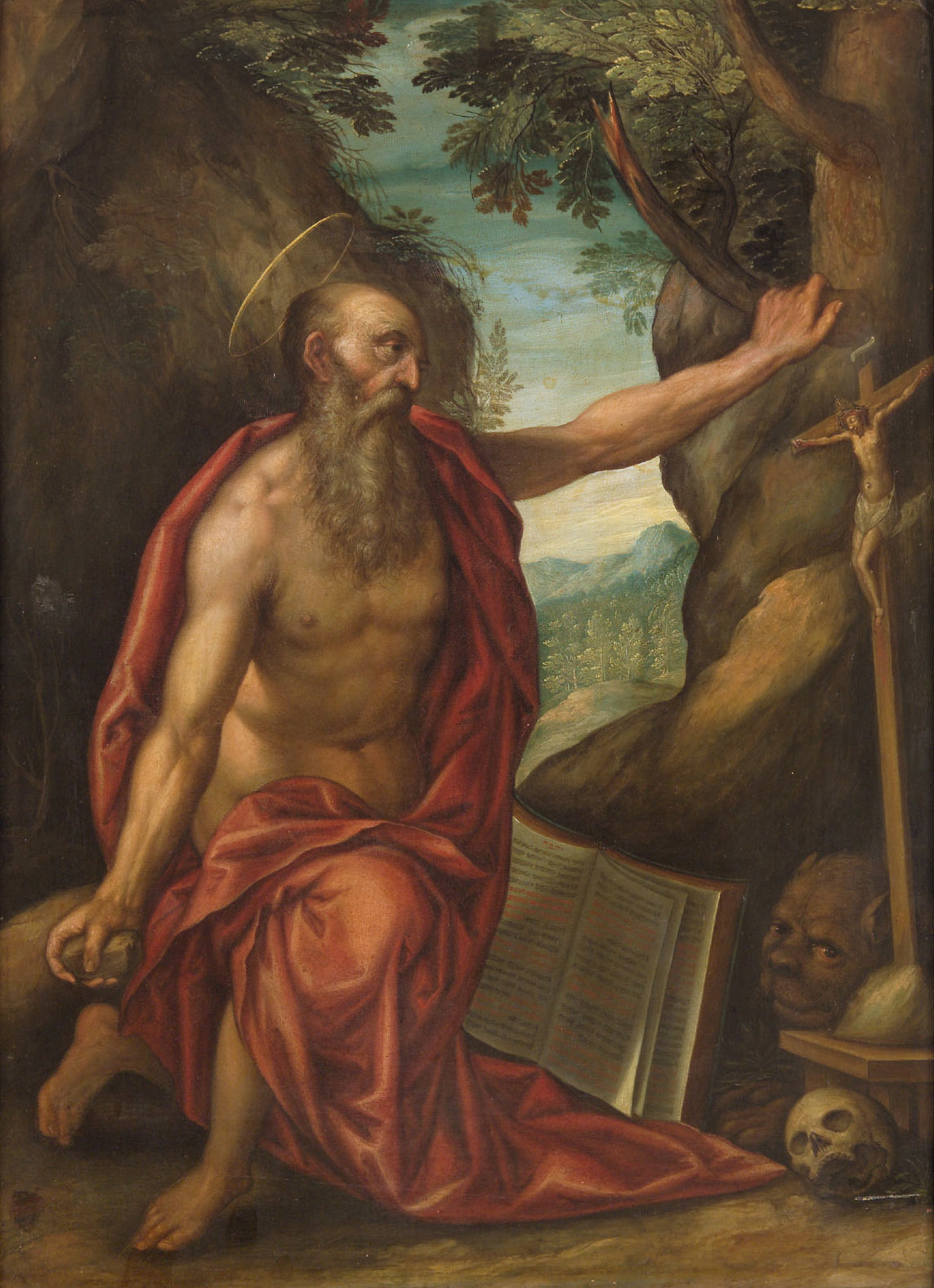
Святой Иероним. Ок. 1603. Медь, масло. Музей истории искусств, Вена
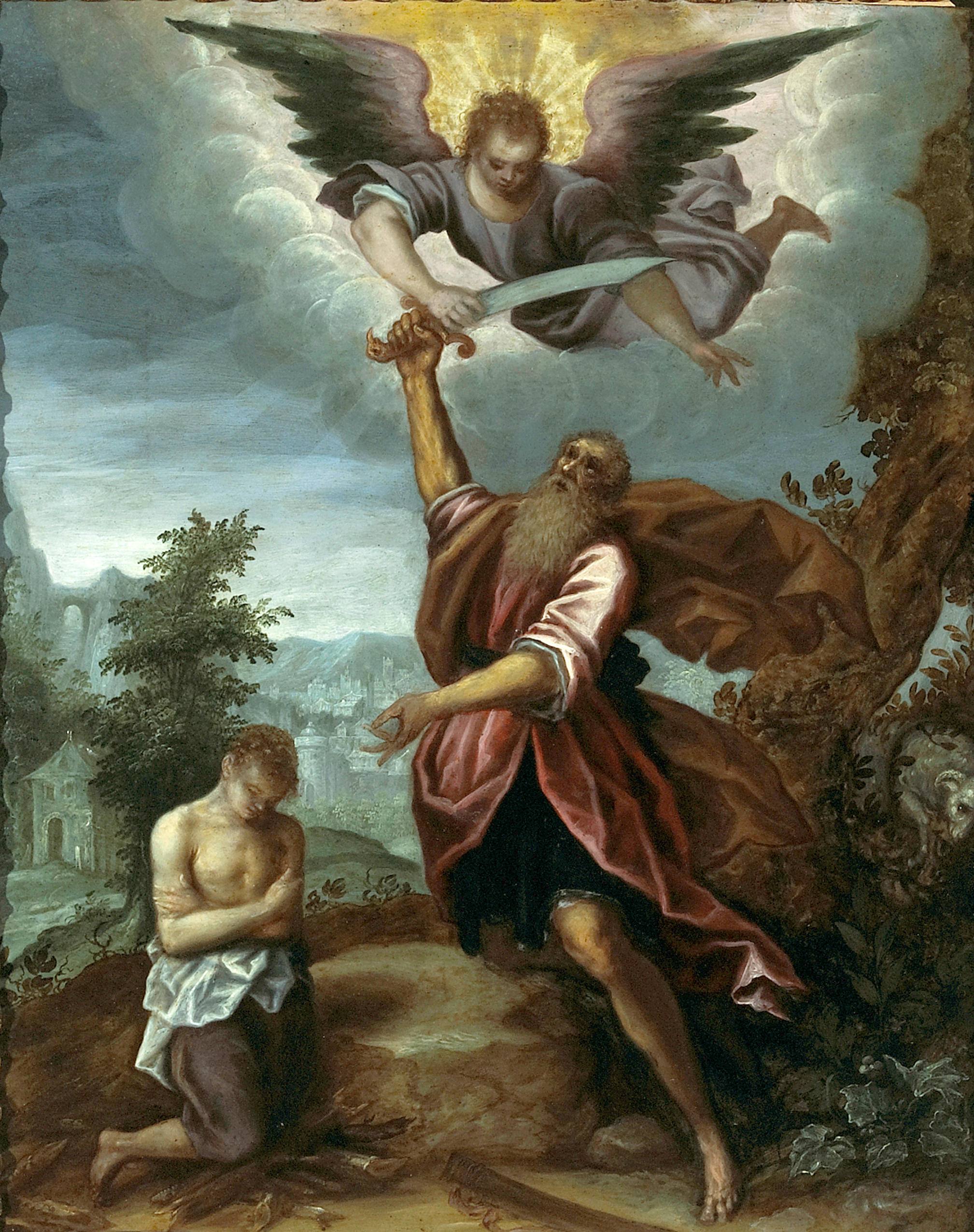
Жертвоприношение Исаака. 1570-1617. Медь, масло. Частное собрание